# 스페인의 마리아 루이사
스페인의 마리아 루이사(Maria Luisa di Spagna, 1782년 7월 6일 ~ 1824년 3월 13일)는 스페인 국왕 카를로스 4세와 왕비 마리아 루이사 사이에서 태어난 넷째딸이다. 형제로는 포르투갈 왕비 카를로타 조아키나, 스페인 국왕 페르난도 7세, 양시칠리아 왕비 마리아 이자벨라 등이 있다.
마리아 루이사는 1795년 8월 25일 파르마 공자 루도비코와 결혼했다. 루도비코의 아버지 페르디난도 1세는 어머니 마리아 루이사의 오빠로 마리아 루이자와 루도비코는 사촌간이었다. 파르마 공국이 나폴레옹에게 점령당하면서 남편 루도비코는 에트루리아 왕국의 국왕이 되었고 마리아 루이자 또한 왕비로 즉위했다. 그러나 루도비코는 1803년 갑작스럽게 세상을 떠났고 마리아 루이자는 카를로 루도비코의 섭정이 되었다. 1807년 나폴레옹의 몰락 이후 빈 회의를 통해 부르봉파르마 가문에는 루카 공국이 주어졌고, 마리아 루이사는 루카 공작 부인이 되었다.